# Сорокины (Кировская область)
Сорокины — деревня в Юрьянском районе Кировской области в составе Медянского сельского поселения.

## География
Находится на правобережье Вятки на расстоянии примерно 3 километра на северо-запад по прямой от поселка Мурыгино.

## История
Известна с 1873 года, когда в ней (тогда Удаловская) было учтено дворов 14 и жителей 105, в 1905 15 и 94, в 1926 13 и 63, в 1950 9 и 39 соответственно. В 1989 учтено 35 жителей . 

## Население
Постоянное население  составляло 22 человека (русские 100%) в 2002 году, 18 в 2010.